# G d’s Pee AT STATE’S END!
G_d’s Pee AT STATE’S END! — седьмой студийный альбом канадской пост-рок группы Godspeed You! Black Emeperor!, выпущенный на монреальском лейбле Constellation Records.

## Список композиций
Альбом, выпущен на двух виниловых пластинках 12'' и 10'', состоит из четырёх частей, двух длинных и двух коротких, такую же структуру альбома группа использовала на раннее записанных 'Allelujah! Don’t Bend! Ascend! и Luciferian Towers, но на стриминговых площадках первую и третью композиции разбили на части.

### Виниловая пластинка
| №                   | Название | Длительность |
| ------------------- | --- | ------------ |
| 1.                  | «A Military Alphabet (five eyes all blind) (4521.0kHz 6730.0kHz 4109.09kHz) / Job’s Lament / First of the Last Glaciers / where we break how we shine (ROCKETS FOR MARY)» | 20:22        |
| 2.                  | «Fire at Static Valley» | 5:58         |
| 3.                  | «“GOVERNMENT CAME” (9980.0kHz 3617.1kHz 4521.0 kHz) / Cliffs Gaze / cliffs’ gaze at empty waters’ rise / ASHES TO SEA or NEARER TO THEE»                                  | 19:48        |
| 4.                  | «OUR SIDE HAS TO WIN (For D.H.)» | 6:30         |
| Общая длительность: | Общая длительность: | 52:38        |

### Стриминговые площадки
| №                   | Название                                                                            | Длительность |
| ------------------- | ----------------------------------------------------------------------------------- | ------------ |
| 1.                  | «A Military Alphabet (five eyes all blind) [4521.0kHz 6730.0kHz 4109.09kHz]»        | 4:35         |
| 2.                  | «Job's Lament»                                                                      | 8:02         |
| 3.                  | «First of the Last Glaciers»                                                        | 5:59         |
| 4.                  | «where we break how we shine (ROCKETS FOR MARY)»                                    | 1:44         |
| 5.                  | «Fire at Static Valley»                                                             | 5:58         |
| 6.                  | «"GOVERNMENT CAME" (9980.0kHz 3617.1kHz 4521.0 kHz)»                                | 11:36        |
| 7.                  | «Cliffs Gaze / cliffs' gaze at empty waters' rise / ASHES TO SEA or NEARER TO THEE» | 8:12         |
| 8.                  | «OUR SIDE HAS TO WIN (for D.H.)»                                                    | 6:30         |
| Общая длительность: | Общая длительность:                                                                 | 52:38        |

## Участники
- Эйдан Гирт — барабаны
- Дэвид Брайант — гитара
- Ефрим Менюк — электрогитара
- Мауро Пеценте — бас-гитара
- Софи Труде — скрипка, орган
- Майк Мойа — электрогитара
- Тьерри Амар — электрический бас и контрабас
- Тим Герцог — барабаны, глокеншпиль